# Asamblea Provincial de Coquimbo
La Asamblea Provincial de Coquimbo fue el parlamento provincial de Coquimbo, establecido por virtud de las Leyes Federales de 1826, y que tuvo interrumpida existencia hasta 1831.

## Historia

### Primera asamblea (1826-1829)
La Asamblea Provincial de Coquimbo fue establecida el 30 de noviembre de 1826, integrada por los diputados Manuel Antonio González (Copiapó), Juan Agustín Badiola (Vallenar), Jorge Edwards Brown (Freirina), el presbítero José Miguel Solar (La Serena) —quien fue el primer presidente de la Asamblea—, Juan Jerónimo Espinoza (Cutún), Gregorio Cordovez (Elqui), Tadeo Cortés (Andacollo), Francisco Sainz de la Peña (Limarí), Daniel W. Frost (Sotaquí), Juan Miguel Munizaga (Carén), Francisco Bascuñán y Aldunate (Barraza), Ventura del Solar (Illapel) y José Salinas (Mincha).
El primer secretario de la Asamblea fue Manuel Antonio González, quien era diputado por Copiapó. Luis Valencia Avaria (1951) señala que Gregorio Cordovez había sido elegido diputado en dos distritos a la vez: Vallenar y Elqui, eligiendo este último como su representación y por ende en la vacante fue elegido Agustín Badiola; también se menciona que la elección de Jorge Edwards como diputado por Freirina se realizó el 22 de enero de 1827. Francisco Sainz de la Peña y Juan Miguel Munizaga renunciaron el 15 de diciembre de 1826 y en su reemplazo fueron elegidos Joaquín Vicuña y Francisco Herreros, respectivamente; ese mismo mes falleció Daniel W. Frost y en su reemplazo fue elegido Ramón Varela. La Asamblea se declaró en receso el 13 de febrero de 1828, dejando una Comisión Permanente a cargo.

### Segunda y última asamblea (1831)
Este parlamento provincial se constituyó por segunda y última ocasión el 24 de marzo de 1831. Participaron como diputados, en representación de Coquimbo, Jorge Edwards Brown, Ventura Solar, José Santiago Rodríguez y José Salinas; por Elqui los diputados fueron Juan Miguel Munizaga y Pedro de Santiago Concha; por Huasco el diputado era José Agustín Cabezas; mientras que por Copiapó los diputados eran José Antonio Subercaseaux y Francisco Ignacio Ossa. El diputado Rodríguez ejerció como secretario, mientras que Edwards ocupó el cargo de presidente y Ossa el de vicepresidente.
El 24 de abril de 1831 la Asamblea acordó "retirarse" hasta el 20 de junio, fecha en que debía estar funcionando el Congreso, por lo que sus atribuciones fueron depositadas en una Comisión Permanente, la cual aún estaba en funciones en noviembre del mismo año, y que estaba integrada por los diputados Salinas, Concha y Rodríguez.

## Presidentes
Primera Asamblea (30 de noviembre de 1826-agosto de 1829)
- 30 de noviembre de 1826-9 de febrero de 1827 — José Miguel Solar.
- 9 de febrero-16 de marzo de 1827 — Gregorio Cordovez.
- 16 de marzo-20 de abril de 1827 — Jorge Edwards Brown.
- 20 de abril-28 de mayo de 1827 — Ventura Solar.
- 28 de mayo-20 de julio de 1827 — Manuel Antonio González.
- 20 de julio-3 de septiembre de 1827 — Gregorio Cordovez.
- 3 de septiembre de 1827-19 de enero de 1828 — Juan Agustín Badiola.
- 19 de enero-junio de 1829 — José Miguel Solar.
- Junio-agosto de 1829 — José de Piñera y Lombera.
- Agosto de 1829 — Francisco Bascuñán y Aldunate.

Segunda Asamblea (24 de marzo de 1831-¿?)
- 24 de marzo de 1831-¿? — Jorge Edwards Brown.